# Aulacus costulatus
Aulacus costulatus är en stekelart som först beskrevs av Jean-Jacques Kieffer 1904.  Aulacus costulatus ingår i släktet Aulacus och familjen vedlarvsteklar. Inga underarter finns listade.